# George Etherege
George Etherege ou Sir George Etheredge, né vers 1635 à Maidenhead et mort à Paris en 1691, est un diplomate et dramaturge anglais du XVIIe siècle. Auteur de trois comédies, il fait partie des auteurs de théâtre importants de comédies de la Restauration anglaise, avec William Congreve, George Farquhar, John Vanbrugh et William Wycherley.

## Biographie
George Etherege est né à Maidenhead dans le comté du Berkshire, vers 1635 ; il est l'aîné des six enfants de George Etherege et de son épouse Mary Powney,. 

### Formation
Etherege suit les cours de la Lord Williams's School à Thame ; il est apprenti chez un avocat et étudie le droit à la Clement's Inn à Londres, l'une des Inns of Court,. Il a probablement accompagné en France son père qui séjourne à Paris avec la reine en exil Henriette-Marie de France ; une allusion dans l'une de ses pièces, The Man of Mode, suggère qu'il a pu y connaître Roger de Bussy-Rabutin,.

### Auteur dramatique

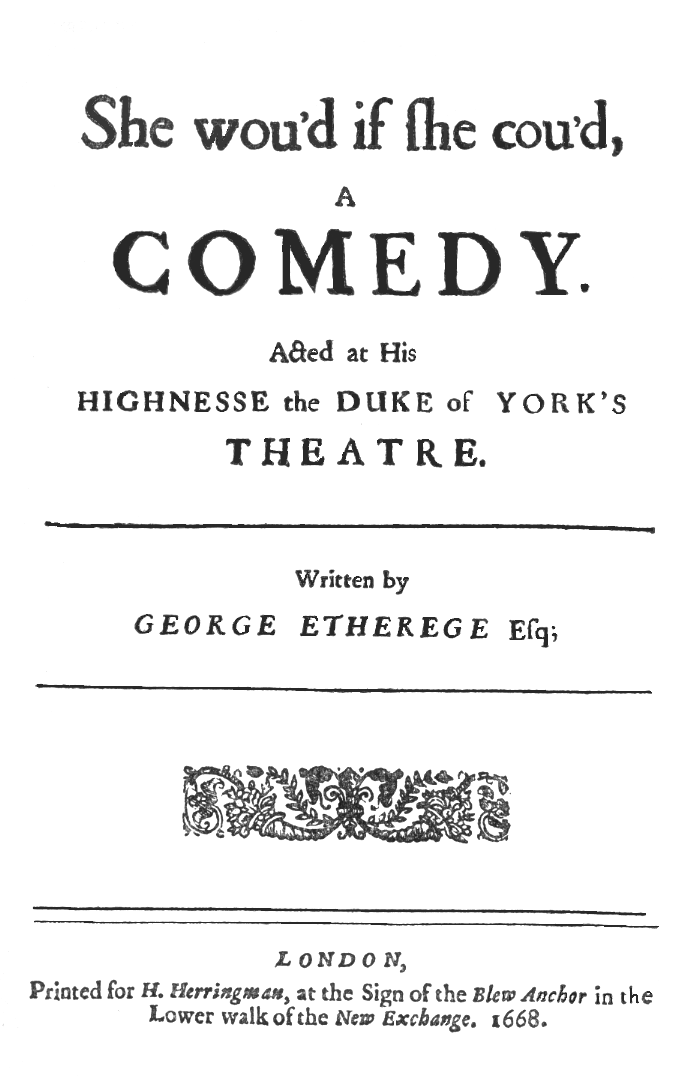
Pade de titre de la première édition de She Would If She Could, Londres, 1668.

George Etherege n'a écrit et fait jouer que trois pièces de théâtre, en 1664, 1668 et 1675.
Peu après la Restauration Stuart à partir de 1660, Etherege écrit une comédie The Comical Revenge or Love in a Tub [La Vengeance comique, ou l’Amour dans un tonneau], en vers héroïques rimés ; elle est autorisée le 6 juillet 1664, créée la même année à Londres au théâtre de Lincoln's Inn Fields par la Duke's Company avec un grand succès, et imprimée la même année ; elle est considérée comme la première véritable comédie de la Restauration,. Cette comédie de mœurs à intrigues multiples mêle une intrigue héroïque en vers, opposant honneur et amour, à plusieurs intrigues comiques en prose, dont une farce. Etherege y introduit un personnage nouveau, la dame de qualité qui prend l'initiative dans les entreprises de séduction, et qui cache peu ses appétits sexuels, tout en ayant grand soin de sa réputation ; ce personnage se retrouve dans nombre de comédies ultérieures de la Restauration.
Quatre ans plus tard, Etherege écrit en 1668 la comédie She Would If She Could [Elle le ferait si elle le pouvait] et la fait jouer le 6 février au théâtre de Dorset Garden à Londres. La pièce attire un très grand nombre de spectateurs mais ne connaît qu'un succès honorable, en raison d'un jeu médiocre des acteurs. Dans cette comédie, Etherege revendique la multiplicité des intrigues : « Une intrigue unique en amour est aussi ennuyeuse qu'une intrigue unique au théâtre. La première ennuiera encore plus un amant que la seconde un public ».
Entre 1668 et 1671, Etherege est secrétaire de l'ambassadeur britannique auprès de l'Empire ottoman, Daniel Harvey (en), à Constantinople.
En 1675, il fait jouer à Londres par la Duke's Company la comédie The Man of Mode or, Sir Fopling Flutter qui connaît le succès ; les contemporains y ont vu la satire de Londoniens bien connus : sir Fopling Flutter a été considéré comme un portrait de Beau Hewit, le personnage principal Dorimant, joué par l'acteur principal de la compagnie Thomas Betterton, comme celui du comte de Rochester John Wilmot, poète et courtisan libertin, présenté sous les traits d'un aristocrate turbulent, spirituel, cultivé et doté d’un irrésistible pouvoir de séduction,, et Medley soit comme un autoportrait d'Etherege, soit comme un portrait de Charles Sedley, homme politique et dramaturge,. La pièce est publiée l'année suivante.

### Ministre résident auprès duSaint Empire
Etherege se retire de la scène littéraire après 1676 ; il perd une grande partie de sa fortune au jeu. Il est anobli avant 1679 et épouse une riche veuve, Mary Sheppard Arnold. En mars 1685, il est nommé ministre résident auprès de la cour impériale allemande à Ratisbonne et y réside trois ans et demi dans une maison à trois étages du XVIe siècle avec un toit à pignons située au centre de la ville no  4 de l'Arnulfsplatz,. Il entretient une correspondance diplomatique, conservée à Londres au British Museum et à la bibliothèque de l'Université Harvard.
Le 25 juillet 1688, avec Thomas Placidus Fleming, abbé de l'église Saint-Jacques de Ratisbonne, il organise une fête de plusieurs jours sur l'Arnulfsplatz pour célébrer la naissance à Londres de Jacques François Stuart, fils du roi Jacques II d'Angleterre et de sa seconde épouse, Marie de Modène.

### Dernières années
Après la Glorieuse Révolution de 1688-1689, qui renverse le roi catholique Jacques II, refuse le trône à son fils nouveau-né, Jacques François Stuart, et provoque l’avènement de sa fille protestante, issue de son premier mariage, Marie II, et de son époux, Guillaume III, prince d'Orange, appelés sur le trône d'Angleterre par le parlement, George Etherege rejoint à Paris Jacques II en exil.
Il adresse de nombreuses lettres au Trésor anglais pour réclamer son salaire annuel encore dû pour sa dernière année à Ratisbonne , doit vendre ses chevaux et donner ses chiens de chasse. 
George Etherege meurt à Paris, probablement dès 1691, car le chroniqueur Narcissus Luttrell note dans son journal en février 1692 que Sir George Etherege, ancien ambassadeur du roi Jacques II à Vienne, est décédé à Paris.

## Publications
- The comical revenge; or, love in a tub. Acted at His Highness the Duke of York's Theatre in Lincolns-Inn-Fields, Londres, Henry Herringman, 1664, 8-92-2 p. ; rééditions en 1669 et 1689.
- She wou'd if she cou'd, a comedy, Londres, Henry Herringman, 1671, IV-84 p.
- The Man of mode, or Sr Fopling Flutter, a comedy (postface de John Dryden), Londres, J. Macock pour Henry Herringman, 1676, 8-95-1 p. ; rééditions en 1694 et 1693.

## Au cinéma
Dans le film britannique The Libertine de Laurence Dunmore, sorti en 2004, consacré à John Wilmot, comte de Rochester, George Etherege est interprété par l'acteur anglais Tom Hollander.